# Cycnorhamphus
Cycnorhamphus (лат.) (от др.-греч. κύκνος — лебедь, и ῥάμφος — «лебединый клюв») — род  птерозавров из клады Ctenochasmatoidea подотряда птеродактилей, известный по окаменелостям из верхнеюрских (155,7—145,0 млн лет назад) отложений Германии.

## История изучения
В 1855 году в кусочке глинистого сланца из титонского яруса, около Нусплингена, в Вюртемберге, была обнаружена окаменелость, голотип GPIT «Orig. Quenstedt 1855, Taf. 1». Палеонтолог Фридрих Август фон Квенштедт назвал его Pterodactylus suevicus.
В 1870 году Гарри Говир Сили причислил его к новому роду Cycnorhamphus. Тем не менее, в 1907 году Феликс Плинингер отверг такую классификацию, вскоре большинство специалистов с ним согласилось. В 1976 году Жак Фабр (Jacques Fabre) описал ископаемые остатки CNJ-71 из верхнеюрских отложений Франции, назвав их Gallodactylus canjuersensis. В той же работе он признал фоссилии P. suevicus идентичными G. canjuersensis, а законность выделения рода Cycnorhamphus оспорил из-за ошибок, допущенных Сили в его исследованиях. Тем не менее, в 1996 году Кристофер Беннетт (Christopher Bennett) заявил, что подобные недоразумения никак не влияют на законность названия и что согласно принципу приоритетности вид Gallodactylus canjuersensis должен принадлежать роду Cycnorhamphus и именоваться соответствующим образом. В 2010 и 2012 годах Беннетт опубликовал труд, посвящённый дальнейшему анализу этих окаменелостей и пришёл к выводу, что различия между двумя найденными экземплярами могут объясняться возрастом, полом или индивидуальной изменчивостью и формально признал видов C. canjuersensis и C. suevicus синонимичными.
В работе 2014 года о происхождении птеродактилей Брайан Андрес, Джеймс Кларк и Сюй Син опровергли синонимизацию Cycnorhamphus suevicus и Gallodactylus canjuersensis, указав, что имеющихся данных для этого недостаточно. Там же они установили базальное положение клады Cycnorhamphus + Gallodactylus в надсемействе Ctenochasmatoidea, подтвердив филогению David Unwin 2002 года.

## Описание
Среди учёных принято считать, что у цикнорамфуса были длинные челюсти, а зубы располагались у самого кончика, примерно как у птеродактиля. Тем не менее, анализ экземпляра, получившего прозвище «Живописный пеликан», выявил, что в действительности анатомия челюстей у этого пресмыкающегося была весьма необычна, в частности, колышкообразные зубы у их краёв у взрослых особей более тупые и крепкие. Позади них располагались челюстные изгибы, которые формировали своеобразные арки на некотором расстоянии от грызущей поверхности, в результате чего образовывалось отверстие. От верхней челюсти, занимая это пространство, отходила не совсем понятная структура из мягких тканей. Назначение этих приспособлений неизвестно, но, так или иначе, более явны и лучше развиты они были у взрослых животных. Было высказано предположение, что их функция схожа с таковой у аистов-разинь, то есть они позволяли удерживать беспозвоночных с жёстким панцирем или раковиной, таких, как моллюски либо же давить или раскалывать их пополам.

## Синонимы вида
Если рассматривать Cycnorhamphus suevicus и Gallodactylus canjuersensis как разные виды, то в синонимику первого из них входят следующие биномены:
- Gallodactylus suevicus (Quenstadt, 1855)
- Pterodactylus eurychirus Wagner, 1858
- Pterodactylus suevicus Quenstadt, 1855

Если считать их одним видом, в синонимах также окажутся:
- Gallodactylus canjuersensis Fabre, 1976
- Cycnorhamphus canjuersensis (Fabre, 1976)